# トヨタコネクティッド
トヨタコネクティッド株式会社（英語: TOYOTA Connected Corporation、略称：TC）は、愛知県名古屋市中区に本社を置く、トヨタのコネクティッド分野の戦略事業会社である。

## 概要
豊田章男と友山茂樹が発起人となり2000年に設立されたガズーメディアサービス株式会社を起源とするトヨタのコネクティッド分野における戦略事業体である。トヨタ自動車、マイクロソフト、セールスフォースの合弁会社で、トヨタ自動車の公式サイトや自動車総合ポータルサイト「GAZOO.com」、テレマティクスサービス「T-Connect」「LEXUS G-Link」などの運営を行っている。クルマの基本性能「走る」、「曲がる」、「止まる」の次の「つながる」を提供することをミッションとしている。

## 事業内容
- デジタルマーケティング事業
- ディーラー・インテグレーション事業
- テレマティクス事業
- スマートコミュニティ事業
- ソリューション事業
- システム開発・運用
- コネクティッドセンター

## 沿革
- 2000年（平成12年）10月6日[1] - 「ガズーメディアサービス株式会社」として設立[2]。
- 2001年
  - 「トヨタ自動車株式会社公式サイト」の運用開始
  - 9月 - 東京事務所を設立。[要出典]
- 2002年
  - 4月 - MONETをガズーメディアサービスに移管[7]
  - 10月 - G-BOOKのサービス開始[7]。G-BOOKは株式会社トヨタメディアステーション（TMS）から移管された「MONET」とガズーメディアサービスの「GAZOO」を融合させた新しい車向け情報ネットワークサービス
- 2003年（平成15年）4月 - 「デジタルメディアサービス株式会社」に商号を変更[2][8]
- 2004年
  - タイに子会社DMAP（Digital Media Asia Pacific Ltd.）を設立
  - 富士重工業株式会社向け「SUBARU G-BOOK」のサービス開始
- 2005年
  - 4月 - 「G-BOOK ALPHA」のサービス開始[7]
  - 中国に100%子会社BMTS（Beijing Media Technical Solution Ltd.）を設立
  - 国内LEXUS向けテレマティクス「G-Link」のサービス開始
- 2006年
  - マツダ株式会社向け「MAZDA G-BOOK ALPHA」のサービス開始
- 2007年
  - 5月 - 「G-BOOK mX」のサービス開始[7]
  - 富士重工業株式会社向け「SUBARU G-BOOK ALPHA」のサービス開始
  - 8月[要出典] - プライバシーマークを取得[2]。
- 2008年（平成20年）2月 - 「トヨタメディアサービス株式会社」に商号を変更[2][8]。
- 2010年3月 - 「G-BOOK BIZ」のサービス開始[9]
- 2011年
  - インドに子会社GMSI（Gazoo Media Service India Pvt. Ltd.）を設立
  - PHV/EV向け普通充電スタンド「G-Station」を開発、販売
  - マイクロソフト、セールスフォースとの連携
  - 「トヨタスマートセンター」を開発
  - 「トヨタフレンド」、「e-Connect」を開発
  - 北米テレマティクス運用会社TTMS（TT Media Service）に出資
- 2013年 「H2V eneli」を開発、販売
  - 中東地域でスマートフォンテレマティクス「T-Connect」のサービス開始
  - 次世代モビリティシェアリングシステム「」の運用を開始
- 2014年「ISO 9001」取得
  - 次世代テレマティクスサービス「T-Connect」のサービスを開始
  - のグルノーブル（フランス）実証実験を開始
  - 3月4日 - 農業IT管理ツール「豊作計画」を開発 [10][11][12][13]。
- 2015年（平成27年）2月26日 - 「豊作計画」をJAグループ愛知が導入[14]。
- 2016年（平成28年）4月4日 - マイクロソフトと共同で米国に「Toyota Connected, Inc.」を設立
- 2017年（平成29年）7月1日 - 「トヨタコネクティッド株式会社」に商号を変更[15]。
- 2018年（平成30年） - イギリスに子会社TCEU (TOYOTA Connected Europe, Limited) を設立[16]
- 2019年（令和元年） - インドの子会社TCINがチェンナイに新オフィスを設立
- 2023年（令和5年） - 南アフリカ共和国に子会社TCA (TOYOTA Connected Africa Proprietary Limited) を設立

## 所在地
- 本社
  - 愛知県名古屋市中区錦一丁目11番11号 名古屋インターシティ14階
- 東京事務所
  - 東京都千代田区神田須田町二丁目9-2 PMO神田岩本町 4階

## 海外事業体
- TCAP : TOYOTA Connected Asia Pacific Ltd.（タイ）
- TCCN : TOYOTA Connected Beijing（中国北京）
- TCCN : TOYOTA Connected Guangzhou（広州）
- TCIN : TOYOTA Connected India Pvt. Ltd.（インド）
- TCME : TOYOTA Connected Middle East FZCO.（ドバイ）
- TCNA : TOYOTA Connected North America, Inc.（アメリカ）
- TCEU : TOYOTA Connected Europe, Ltd.（イギリス）
- TCA : TOYOTA Connected Africa Proprietary Ltd.（南アフリカ共和国）